# Mariaba semifascia
Mariaba semifascia är en fjärilsart som beskrevs av W. Warren 1903. Mariaba semifascia ingår i släktet Mariaba och familjen mätare. Inga underarter finns listade i Catalogue of Life.